# Keystone (Colorado)
Keystone es un lugar designado por el censo ubicado en el condado de Summit y del condado de Pearl, en el estado estadounidense de Colorado. En el año 2010 tenía una población de 1079 habitantes y una densidad poblacional de 10,25 personas por km².

## Geografía
Keystone se encuentra ubicada en las coordenadas 39°36′15″N 105°56′53″O / 39.60417, -105.94806.

## Demografía
Según la Oficina del Censo en 2000 los ingresos medios por hogar en la localidad eran de $43,654, y los ingresos medios por familia eran $68,750. Los hombres tenían unos ingresos medios de $26,563 frente a los $30,833 para las mujeres. La renta per cápita para la localidad era de $24,085. Alrededor del 22.1% de la población estaba por debajo del umbral de pobreza.
sss